# Puchar Polski w piłce siatkowej kobiet (2000/2001)
Puchar Polski w piłce siatkowej kobiet 2000/2001 – 44. sezon rozgrywek o siatkarski Puchar Polski, rozgrywany od 1932 roku.

## Klasyfikacja końcowa
| Miejsce | Drużyna                |
| ------- | ---------------------- |
| 1.      | Centrostal Bydgoszcz   |
| 2.      | BKS Stal Bielsko-Biała |
| 3-4.    | PTPS Nafta Gaz Piła    |
| 3-4.    | Melnox Autopart Mielec |